# 格兰特·巴格拉强
格兰特·巴格拉强（1958年10月18日—）亚美尼亚政治家。1993年至1996年担任亚美尼亚总理。2013年2月作为自由党总统候选人参加选举，获得2.15%的选票，名列第三。

## 生平
格兰特·巴格拉强1958年10月18日出生于亚美尼亚埃里温，1979年毕业于亚美尼亚国民经济研究所（埃里温国立大学）公共法律系后，1979年至1981年在莫斯科服役，后担任律师。1983年至1986年在亚美尼亚科学院经济学院读研究生，毕业后在经济学院任高级科学工作者，1989年任经济学院院长。1990年至1991年担任亚美尼亚经济部长和第一副总理，后任代总理。
1991年至1993年再次任副总理兼经济部长。1993年2月2日被任命为总理，1996年11月4日去职。
1996年至1997年任国际货币基金组织顾问、能源专家。
1997年至2006年任埃里温白兰地公司（Pernod Ricard集团）董事会副主席、人力资源主管和葡萄采购员。
2006年至2007年任亚美尼亚VTB银行顾问。